# Зуев, Никита Иванович
Ники́та Ива́нович Зу́ев (1823—1890) — русский педагог, преподаватель, картограф, географ, этнограф, публицист, издатель.

## Биография
Окончил Главный педагогический институт в 1844 году, был преподавателем в гимназиях Санкт-Петербурга (в 3-й гимназии — в 1849—1852 гг.) и Архангельска, работал чиновником особых поручений в департаменте народного просвещения, редактором центрального статистического комитета министерства внутренних дел.

## Научная деятельность
Опубликовал много статей естественно-исторического, этнографического, культурологического содержания в «Живописном Обозрении», «Ниве», «Кругозоре» (1873—1877).
Основал журналы «Живописное Обозрение» и «Северная Звезда».
Основные работы:
- «Учебная книга всеобщей истории» (4 изд., СПб., 1856)
- «Начертание древней географии и истории древних азиатских и африканских государств» (СПб., 1855)
- «Иллюстрированная география Российской империи» (СПб., 1887)
- «Опыт учебного руководства по всеобщей географии»
- «Азовское море, с его приморскими городами, их жителями, промыслами и торговлей» (СПб., 1855)
- «Опыт учебного руководства по географии Российской империи»
- «Краткое обозрение географии математической, физической и политической» (СПб., 1888); * «Общее обозрение географии математической etc.»

и др.
Издал атласы:
- географический (1853)
- географико-энциклопедический (1859)
- исторический (1867)
- Российской империи (1860)

Ш учебный (1860)
и др.,
а также карты:
- Амура (1859)
- Афганистана (1855)
- Европейской России (1886)
- Царства Польского

и др.